# 즈드라브코 쿠즈마노비치
즈드라브코 쿠즈마노비치(세르비아어: Zdravko „Kuzi“ Kuzmanović, 1987년 9월 22일, 스위스 베른주 툰 ~ )는 세르비아의 전 축구 선수로, 현역 시절 포지션은 미드필더였다.
유년기를 스위스에서 보낸 쿠즈마노비치는 스위스 국적을 가지고 있고, 2007년 이탈리아 세리에 A의 축구 클럽인 ACF 피오렌티나로 이적하기 전까지 스위스 U-21 국가대표로 활동하였다. 당시 스위스 U-21 출신으로는 최고의 이적료인 3백만 유로에 세리에 A의 ACF 피오렌티나에서 뛰게 된다. 세리에 A의 데뷔 경기는 2007년 3월 4일 토리노 FC와의 경기에 교체 출전한 것이었다. 2007년 초, 세르비아 축구 협회는 그를 세르비아 축구 국가대표팀에 선발하기 위해 그와 접촉하였고, 쿠즈마노비치는 이에 승락하였다. 2009년 8월 31일, 그는 VfB 슈투트가르트로 이적했다. 2013년 1월, 겨울이적시장에서 FC 인테르나치오날레 밀라노로 이적하였다.